# Siegfried Altmann (Pädagoge)
Siegfried Altmann (geboren 12. Juli 1887 in  Nikolsburg, Österreich-Ungarn; gestorben 14. September 1963 in New York City) war Pädagoge in der Blindenbildung und vor 1938 Direktor des Israelitischen Blindeninstituts in Wien.

## Leben
Altmann war eines von neun Kindern des jüdischen Kaufmannes Heinrich A. Altmann und seiner Frau Betty, geborene Ranzenhofer. Sein Elternhaus befand sich in der Stadtgemeinde II von Nikolsburg, einer jüdischen Gemeinde mit eigener Verwaltung. Seine Großväter Abraham Altmann und David Ranzenhofer stammten beide aus Nikolsburg, wie auch seine Eltern. Zusammen mit seinen vier Brüdern und vier Schwestern wuchs er in einfachen, aber behüteten Verhältnissen auf. Er studierte Philosophie und Psychologie an den Universitäten Brünn, Prag und Wien. 1913 heiratete er Elsie Siebenschein. Das Paar hatte einen Sohn namens Gideon.
Von 1907 bis 1921 lehrte er als Dozent und Professor am Israelitischen Blindeninstitut in Wien, unterbrochen von seinem Militärdienst während des Ersten Weltkriegs, in dem er in der Hilfe für Kriegsblinde tätig war, bevor er von 1922 bis 1938 als Direktor des Israelitischen Blindeninstituts wirkte. Altmann bemühte sich, neueste pädagogische Lernmethoden im Unterricht anzuwenden, führte Stenotypie, Juristerei, Philosophie und Fremdsprachenkorrespondenz in den Unterricht ein, ebenso wie eine begleitende berufliche Ausbildung. Neben den tradierten Blindenberufen Korbflechter und Bürstenbinder, erweiterte er den Lehrplan um Holz- und Eisenarbeiten, Bespannen von Tennisschlägern und Masseurausbildung. Er setzte sich dafür ein, den Schülern den Zugang zu weiterführenden Schulen und Universitäten zusammen mit sehenden Studierenden zu ermöglichen. Die Ausbildung befähigte auch zum Besuch einer Hochschule und dem Studium an juristischen, philosophischen und staatswissenschaftlichen Fakultäten.
Sein Bemühen um bestmögliche Bildung und Zugang zu Wissen für Blinde führten neben seiner Tätigkeit am Israelitischen Blindeninstitut auf der Hohen Warte zu weiteren Aktivitäten Altmanns. 1925 war er Mitbegründer und bis 1939 Berater eines Heimes für blinde Mädchen des jüdischen Vereines Providentia im 2. Bezirk, Darwingasse Nr. 5 in Wien und 1930 Gründer eines jüdischen Blindeninstituts in Warschau. Daneben war er von 1924 bis 1934 als Berater für das städtische Bildungs- und Wohlfahrtswesen Wiens für die Belange von Blinden tätig. 1933 bis 1938 war er Gründer und Berater der jüdischen Braille-Bibliothek für Mitteleuropa und gründete 1936 die jüdische Blindenbibliothek „Alexander Hecht“.
Altmann setzte sich für eine auch internationale Vernetzung didaktischer Ansätze und Neuerungen in der Blindenbildung mit Fachkollegen ein. Auf seine Initiative hin wurde die jährliche Konferenz der Blindenlehrer in Österreich ins Leben gerufen und er selbst besuchte die Kongresse der Blindenlehrer in Deutschland. Von 1929 bis 1938 war er Präsident des World Council for Education of the Blind und wirkte an Tagungen mit, wie etwa 1931 als Mitglied der österreichischen Delegation die Weltblindenkonferenz in New York, wo seine Unterrichtsformen interessiert aufgenommen wurden. Er publizierte seine Erkenntnisse und war Gründer und 1934/35 Redakteur der Zeitschrift Archiv für das Blindenwesen und für die Bildungsarbeit an Sehschwachen. Politisch engagiert wirkte er von 1929 bis 1931 als Präsident der Zionistischen Organisation Österreichs.
Nach dem Anschluss Österreichs wurde 1939 ein Aufrechterhalten des Schulbetriebs auf der Hohen Warte unmöglich, die Schüler soweit möglich nach Hause geschickt und Altmann emigrierte auf der Flucht vor dem Nationalsozialismus in die USA. Dort engagierte er sich in der österreichischen Exilpolitik, dem Free Austrian Movement, ab 1942 im Austrian National Committee und dem Austrian Jewish Representative Committee und unterrichtete auch wieder. Er war als Dozent an der Fordham University tätig, ab 1944 Berater für das Lighthouse of New York for the Blind of Israel. Ab 1943 war er Business Director des neu gegründeten Austrian Instituts for Science, Arts and Economy in New York (später Austrian Forum), ab 1958 dessen Direktor.
Er starb 1963 nach kurzer Krankheit in New York City. Die Trauerfeier fand in der Riverside Memorial Chapel statt.

## Publikationen (Auswahl)
- Die Reformation der Blindenfürsorge. Vortrag gehalten auf dem 6. Österreichischen Blindenfürsorgetag (Blindenlehrertag) in Wien am 30. September 1918. Verlag des Zentralvereines für das Österreichische Blindenwesen, 1919
- Archiv für das Blindenwesen und für die Bildungsarbeit an Sehschwachen. Hrsg.: Siegfried Altmann, Zoltan Toth, Ottokar Wanecek. Jahrgang 1, Nr. 1–5/6. Schöler, Wien, 1934–1935
- Siegfried Altmann: Memoiren. Fragment. Manuskript, ohne Jahr. Auszug  in: Albert Lichtblau (Hrsg.): Als hätten wir dazugehört. Wien : Böhlau, 1999, S. 305–314